# Шлычков, Валерий Иванович
Валерий Иванович Шлычков (31 августа 1937, Уфа — 26 августа 2014, Москва) — советский партийный работник, казахстанский политический деятель. Депутат Мажилиса Парламента Республики Казахстан І созыва (1995—1999). Лауреат премии Совета Министров СССР (1978).

## Биография
Родился 31 августа 1937 года Уфе.
В 1960 году окончил ЧПИ им. Ленинского комсомола по специальности инженер-конструктор «ДВС».
Трудовую деятельность начал в 1960 году инженером-конструктором костанайского завода химического волокна.
С 1961 по 1981 год — первый секретарь ГК ВЛКСМ, секретарь парткома завода химволокн, второй секретарь ГК партии, гредседатель Костанайского горисполкома, заведующий промышленно-транспортным отделом обкома партии, первый секретарь горкома КПСС город Костанай.
С 1981 по 1984 год — директор Кустанайского камвольно – суконного комбината.
С 1980 по 1984 год — депутат Верховного Совета Казахской ССР X созыва.
С 1985 по 1995 год — директор Кокчетавского приборостроительного завода.
С 1995 по 1999 год — депутат Мажилиса Парламента Республики Казахстан І созыва.
С 1999 по 2000 год — заместитель председателя Комитета оборонной промышленности РК.
Умер 26 августа 2014 года в Москве.

## Трудовая деятельность
За время работы в партийных и властных органах внес значительный вклад в развитие города Костаная. Строились флагманы местной промышленности: хлопчатобумажный комбинат (крупнейший в СССР), завод поливинилхлоридного волокна, крупнопанельный домостроительный завод, комплексы швейной и обувной фабрик, кондитерские и макаронные фабрики; создавалась крупная строительная база (мощные строительные тресты, управление Минмонтажспецстроя) и т.д. интенсивно развивалась инфраструктура: город получал природный газ, новый железнодорожный вокзал, группа его разработчиков (в том числе В. И. Шлычков). Построены новый родильный дом, дворец культуры профсоюзов, полностью заменены теплотрассы, водопроводы, водозаборные станции и канализационные сети.

## Награды
- 1956 — Медаль «За освоение целинных земель»;
- 1970 — Медаль «В ознаменование 100-летия со дня рождения Владимира Ильича Ленина»;
- 1971 — Орден Трудового Красного Знамени;
- 1976 — Орден «Знак Почёта»;
- 1978 — Премия Совета Министров СССР;
- 1980 — Орден Дружбы народов;
- 1998 — Медаль «Астана» и др.